# Gare de Bellegarde
Gare de Bellegarde vasútállomás Franciaországban, Bellegarde-sur-Valserine településen.

## Vasútvonalak
Az állomást az alábbi vasútvonalak érintik:
- Lyon–Genf-vasútvonal
- Bourg-en-Bresse-Bellegarde-vasútvonal
- Léaz–Saint-Gingolph-vasútvonal

## Kapcsolódó állomások
A vasútállomáshoz az alábbi állomások vannak a legközelebb:
- Gare de Valleiry (Léaz–Saint-Gingolph-vasútvonal)
- Gare de Seyssel - Corbonod (Lyon–Genf-vasútvonal)
- Gare de Pougny - Chancy (Bahnhof Genève-Cornavin, Lyon–Genf-vasútvonal, Léman Express Line 6)